# Nivnice
Nivnice (deutsch Niwnitz) ist eine Gemeinde im Okres Uherské Hradiště in der Region Zlínský kraj in Tschechien. Sie erstreckt sich im Tal des Baches Nivnička.

## Geschichte
Nivnice wurde 1261 erstmals erwähnt, als der Brumower Burggraf Smil von Zbraslav und Střílky den Ort dem Kloster Smilheim in Wisowitz schenkte, in dessen Besitz es bis zu den Hussitenkriegen blieb. Danach gehörte Nivnice den Herren von Cimburg, von Víckov, den Herren von Kunstat und den Blíživci z Blíživce.
1517 wurde Nivnice zur Stadt erhoben und gehörte zum Herrschaftsbereich von Ungarisch Brod, später den Herren von Kunowitz. Im 16. Jahrhundert schlossen sich die Bewohner der lutherischen Bewegung an. Im 17. Jahrhundert wurde die Stadt, nun im Besitz der Liechtensteiner, oft von ungarischen Heeren heimgesucht. Der größte Teil der Stadt fiel den Flammen zum Opfer, die Bevölkerung wurde getötet oder verschleppt.
1848 wurde die Fronarbeit abgeschafft und eine unabhängige Verwaltung eingerichtet. Die Haupteinnahmequelle war die Landwirtschaft. Diese konnte jedoch die Menschen nicht ernähren. Viele Menschen wandern nach Wien, Süd- und Nordamerika aus.

## Politik

### Wappen
Blasonierung: „Unter viermal von Schwarz und Silber geteiltem Schildhaupt in Silber ein gelehntes rotes Buch, oben mit Goldschnitt, unten auf dem Einband die gepunkteten goldenen Serifenmajuskeln J.A.K., balkenweise erhöht überdeckt mit einer goldenen Schreibfeder.“
Wappenerklärung: Das Schildhaupt verweist auf das Wappen der Herren von Kunstadt („In Silber drei schwarze Balken.“), das rote Buch mit Goldfeder und Initialen auf Jan Amos Komenský.

## Persönlichkeiten
- Johann Amos Comenius (1592–1670), Sohn des Müllers Martin Komenský, Pädagoge
- Stanislav Zámečník (1922–2011), tschechischer Historiker

## Sehenswürdigkeiten
- Bartkův mlýn, Geburtshaus Komenskys
- Kirche des Heiligen Schutzengels
- Kapelle der höchsten Dreieinigkeit